# جون فوكس (لاعب كرة قدم)
جون فوكس (بالإنجليزية: John Fox)‏ (و. 1955  م) هو لاعب كرة قدم أمريكية، من الولايات المتحدة، ولد في فيرجينيا بيتش، فيرجينيا، يلعب كظهير دفاعي ‏.

## التعليم
تعلم في جامعة سان دييغو الحكومية.